# Oituz, Bacău
Oituz (în trecut, Grozești; în maghiară Gorzafalva) este satul de reședință al comunei cu același nume din județul Bacău, Moldova, România.
Denumirea actuală a comunei provine de la râul Oituz în al cărei bazin hidrografic se află. Victor Spinei a arătat că numele acestui râu provine, la rândul său, de la uzi sau oguzi (populație turkmenă) care au emigrat în Moldova presați de cumani.

## Istoric
Prima atestare documentară a satului Oituz, care până în anul 1968 a purtat denumirea de Grozești, a fost la 15 martie 1410, printr-un uric scris pe pergament la Suceava în timpul domnitorului Alexandru cel Bun, care, pentru slujba credincioasă a miluit pe Domoncus stolnic, și fratele său Blaj și Iacobu, fiul lui Gheleb Miclous.
A doua atestare este din vremea domnitorului Ștefan cel Mare printr-un uric din 11 august 1479. Denumirea de Grozești este și mai veche decât prima atestare documentară. Pál Péter Domokos a declarat că denumirea de Gorzafalva, sub care este cunoscut satul vorbitorilor de limbă maghiară, provine de la Gorza, un instrument de pescuit, fiind cunoscut faptul că râul Oituz este populat cu pești. Oituz în schimb, după Iorgu Iordan, este un termen turcic și înseamnă „treizeci”. Ulterior Victor Spinei a amintit de populația uzilor, de la care a rămas toponimul.
Administratorul apostolic Marco Bandini a menționat în lucrarea sa Visitatio generalis omnium ecclesiarum catholicarum romani ritus in Provincia Moldaviae că:
„Valahii îi spun Grozești, este sat unguresc, are paisprezece case, șaizeci și nouă de suflete, cu copii cu tot.”
În timpul Primului Război Mondial (1916-1919), satul Oituz a avut un rol important, aici desfășurându-se lupte intense, soldate cu numeroase sacrificii omenești. Pe Valea Oituzului a înaintat armata română către Transilvania (în vara anului 1916), în zonă au avut loc primele ciocniri armate și tot aici a căzut și primul erou, locotenentul Nicolae Macarie, care este înmormântat în curtea bisericii ortodoxe din satul Poiana Sărată.
În toamna anului 1916, la Oituz a fost oprită puternica ofensivă a armatelor inamice, aici strigând pentru prima dată ostașii români: Pe aici nu se trece! În vara anului următor (1917), alte operațiuni au avut loc.

## Demografie
Populație de 5.623 locuitori, conform recensământului populației din 2011.

## Monumente
Monumentul Eroilor Cavaleriști din Primul Război Mondial se află pe Dealul Coșna din Oituz, județul Bacău și a fost ridicat în anul 1924 de către Societatea „Cultul Eroilor” cu sprijin obștesc. Sculptură a fost realizată de către sculptorul Vasile Ionescu Varo.
Un alt monument, din satul Oituz, face parte dintr-un complex comemorativ construit în perioada interbelică. Constă dintr-un cimitir cu o suprafață de 570 mp înconjurat cu zid din piatră, pe partea stângă a DN11, și adăpostește osemintele a 18.613 ostași români căzuți în luptele din Valea Oituzului în anii 1916-1918.